# Liparis tanakae
Liparis tanakae és una espècie de peix pertanyent a la família dels lipàrids.

## Descripció
- Fa 47 cm de llargària màxima.[6][7]

## Hàbitat
És un peix marí, demersal i de clima temperat que viu entre 50 i 121 m de fondària.

## Distribució geogràfica
Es troba al mar Groc, el mar de la Xina Oriental, el mar del Japó, el mar d'Okhotsk i des de la costa pacífica del Japó fins al nord de les illes Kurils.

## Observacions
És inofensiu per als humans.